# برج وفندق ترامب العالمي (شيكاغو)

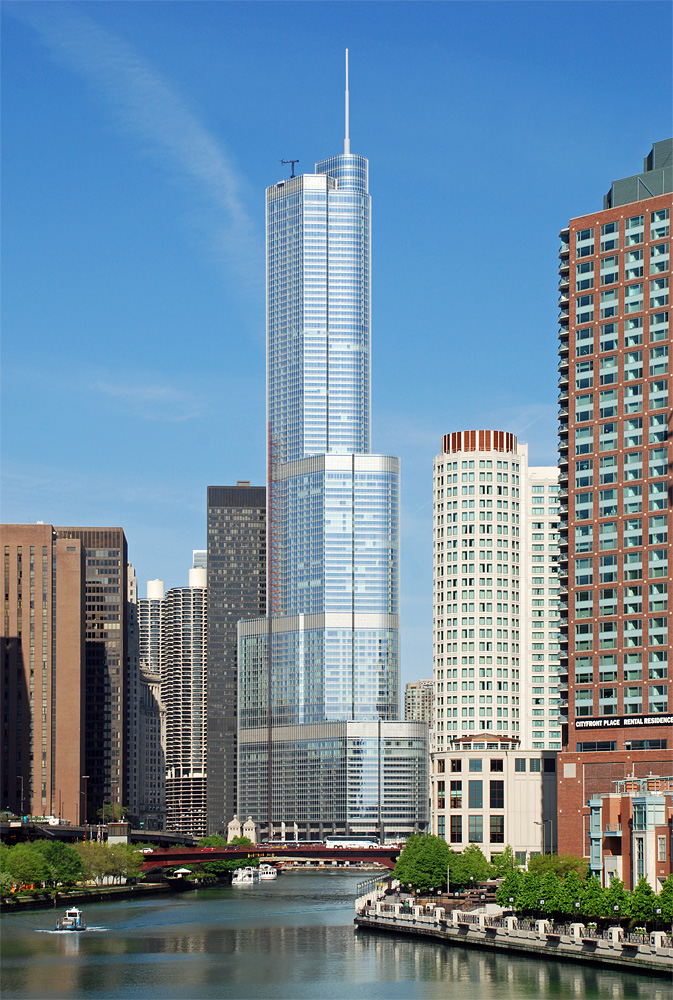
برج وفندق ترمب العالمي من جهة نهر شيكاغو

برج وفندق ترمب العالمي (بالإنجليزية: Trump International Hotel and Tower) هو ناطحة سحاب سكنية وفندقية تقع في وسط مدينة شيكاغو. يبلغ ارتفاعه 423 م، ويملكه رجل الأعمال الأمريكي دونالد ترمب، وهو ثاني أطول مبنى في شيكاغو والولايات المتحدة بعد برج ويليس والعاشر عالميا، صممه أدريان سميث وهو المعماري الذي صمم برج خليفة وبرج جدة.
وأنجز بين عامي 2005 و2009 بتكلفة تقدر بـ 847 مليون دولار.